# Bob Wade
Pour les articles homonymes, voir Robert Wade et Wade.
Robert Wade, dit Bob Wade est un monteur de longs métrages.

## Filmographie
- 1961 : La Dénonciation de Jacques Doniol-Valcroze
- 1963 : L'Immortelle d'Alain Robbe-Grillet
- 1964 : Que personne ne sorte d'Ivan Govar
- 1965 : Les Pieds dans le plâtre de Jacques Fabbri et Pierre Lary
- 1966 : Trans-Europ-Express d'Alain Robbe-Grillet
- 1967 : Le Départ de Jerzy Skolimowski
- 1968 : L'Homme qui ment d'Alain Robbe-Grillet
- 1969 : La Chasse royale de François Leterrier
- 1970 : L'Eden et après d'Alain Robbe-Grillet
- 1971 : Les Amis de Gérard Blain
- 1971 : Le Journal d'un suicidé de Stanislav Stanojevic
- 1972 : Les Désaxées de Michel Lemoine
- 1973 : Salut, voleurs ! de Frank Cassenti
- 1973 : Les Confidences érotiques d'un lit trop accueillant de Michel Lemoine
- 1973 : Les Chiennes de Michel Lemoine
- 1974 : Glissements progressifs du plaisir d'Alain Robbe-Grillet
- 1975 : Le Jeu avec le feu d'Alain Robbe-Grillet
- 1976 : Un mari, c'est un mari de Serge Friedman
- 1976 : Les Week-ends maléfiques du Comte Zaroff de Michel Lemoine
- 1979 : Subversion de Stanislav Stanojevic
- 1982 : Cinq et la peau de Pierre Rissient
- 1983 : Un homme à ma taille d'Annette Carducci
- 1983 : La Belle Captive d'Alain Robbe-Grillet